# Ceuthocarpus involucratus
Ceuthocarpus involucratus là một loài thực vật có hoa trong họ Thiến thảo. Loài này được (Wernham) Aiello mô tả khoa học đầu tiên năm 1979.